# Ivonne Reyes
Ivonne Dayanna Reyes Torres, coneguda artísticament com a Ivonne Reyes, (Valencia, Veneçuela; 8 d'octubre de 1967) és una actriu, empresària, model i presentadora de televisió veneçolana que va aconseguir solidificar la seva carrera a Espanya des d'inicis de la dècada del 1990. En 1999 li va ser concedida la nacionalitat espanyola per residència. El 16 de maig de 2013 inicia la seva faceta d'empresària amb el llançament del seu primer perfum, IR by Ivonne Reyes.
Recentment, ha reaparegut en el panorama televisiu espanyol amb la seva participació a programes com GH VIP a Telecinco.

## Biografia
Ivonne Dayana Reyes Torres va néixer a l'Hospital Central de Valencia, Veneçuela el 8 d'octubre de 1967. Filla de Francisa Elena Torres i Saúl Reyes González, és la quarta de cinc germans: Fernando, Nory, Clairet i David Fernando (†). Va estudiar la preparatòria en els instituts Vicente Emilio Sojo i Col·legi Sant Marcos. Va viure en el sector tres de La Isabelica de Valencia fins a 1985, quan va arribar a la majoria d'edat i es mudà a la capital, Caracas.
En 1990 es casa amb Miguel "Micky" Mata, germà i mànager de l'actor veneçolà Carlos Mata, el qual li obre les portes al món de l'entreteniment amb petits papers. La parella es muda a Miami, Florida, als Estats Units, una vegada casats. Ivonne visita Espanya com a turista però decideix quedar-s'hi l'any 1991. El seu matrimoni amb Miguel Mata acaba el 1995. Es converteix en mare el 3 d'abril de 2000 amb el naixement del seu únic fill, Alejandro Reyes Torres. La paternitat del seu fill va ser atribuïda al presentador de televisió Pepe Navarro. Al llarg dels anys s'han presentat diferents recursos legals.
El 23 de maig de 2016 es revela que el seu germà menor David, se suïcida a Madrid. El 14 de febrer de 2017 es fa pública la seva relació sentimental amb Sergio Ayala, durant les transmissions del programa "GH VIP". El 2019 estrena al seu canal de Youtube el seu primer reality xou titulat Backstage Experience dirigit pel periodista veneçolà Héctor Palmar.

## Televisió
Va començar la seva carrera en la televisió veneçolana amb petits papers d'extra en les produccions Cristal de 1985 i Abigail de 1988. A causa de l'èxit que obté la telenovel·la veneçolana Cristal a Espanya, rep una invitació del seu cunyat per anar de vacances a Espanya durant la gira promocional i és així com arriba a finals de 1990 a Madrid. Va arribar a la pantalla petita el 1991, com a hostessa del concurs El precio justo, presentat per Joaquín Prat. Li van seguir en ordre "Todo por la pasta", "La batalla de las estrellas", "Gran Fiesta" i "El Gran juego de la Oca". Aquest últim va gaudir de gran popularitat en països com Mèxic i Veneçuela.
El 2019 va fer un cameo interpretant-se a si mateixa en la sèrie de televisió "Señoras del (h)AMPA".

## Filmografia

### Pel·lícules
| Pel·lícules | Pel·lícules                      | Pel·lícules     | Pel·lícules     |
| Any         | Títol                            | Personatge      | Notes           |
| ----------- | -------------------------------- | --------------- | --------------- |
| 1996        | La sal de la vida                | Andrea          | Paper principal |
| 1999        | Muchacho solitari                | Mare            | Paper principal |
| 2009        | Malasombra                       | Ángeles         | Curtmetratge    |
| 2011        | Los pájaros se van con la muerte | Prostituta      | Paper principal |
| 2012        | The Mask of Bauta                | Detectiu Carmen | Curtmetratge    |
| 2017        | Yerma: Barren                    | Criada          | Paper menor     |
| 2017        | Santiago Apóstol                 | Salomé          | Paper principal |

### Telenovel·les
| Sèries de televisió | Sèries de televisió    | Sèries de televisió     | Sèries de televisió | Sèries de televisió |
| Any                 | Títol                  | Personatge              | Cadena              | Notes               |
| ------------------- | ---------------------- | ----------------------- | ------------------- | ------------------- |
| 1985                | Cristal                | Extra                   | RCTV                | 1 episodi           |
| 1986                | Abigail                | Extra                   | RCTV                | 1 episodi           |
| 1998                | El País de las Mujeres | Lucía Santaella         | Venevision          | 1 episodi           |
| 2000                | Hechizo de Amor        | Regina Fuentes          | Venevisión          | 1 episodi           |
| 2002                | La verdad de Laura     | Beatriz "Bea" de Luarca | La 1                | 75 episodis         |

### Sèries de televisió
| Sèries de televisió | Sèries de televisió     | Sèries de televisió | Sèries de televisió | Sèries de televisió |
| Any                 | Títol                   | Personatge          | Cadena              | Notes               |
| ------------------- | ----------------------- | ------------------- | ------------------- | ------------------- |
| 1993                | Truhanes                | Dona                | Telecinco           | 1 episodi           |
| 1995                | ¿Quién da la vez?       | Ivonne              | Antena 3            | 5 episodis          |
| 1995                | Hermanos de leche       | Dona                | Antena 3            | 1 episodi           |
| 1996                | Éste es mi barrio       | Model               | Antena 3            | 2 episodis          |
| 1996                | ¡Qué loca peluquería!   | Dona                | Antena 3            | 1 episodi           |
| 1997                | Hostal Royal Manzanares | Gracia              | La 1                | 1 episodi           |
| 2004                | Lady Kaña               | Luisa Portes        | Forta               | 1 episodi           |
| 2019                | Señoras del (h)AMPA     | Presentadora        | Telecinco           | 2 episodis          |

### Teatre
| Obres de teatre | Obres de teatre      | Obres de teatre | Obres de teatre |
| Any             | Títol                | Personatge      | Notes           |
| --------------- | -------------------- | --------------- | --------------- |
| 1999-2001       | Greasemanía Live     | Sandy           | Paper Principal |
| 2012            | Violines i trompetas | Irene           | Paper principal |